# Градошорци
Градошорци (мкд. Градошорци) су насеље у Северној Македонији, у југоисточном делу државе. Градошорци су у саставу општине Васиљево.

## Географија
Градошорци су смештени у југоисточном делу Северне Македоније. Од најближег града, Струмице, насеље је удаљено 7 km северно.
Насеље Градошорци се налази у историјској области Струмица. Насеље је положено у западном делу плодног Струмичког поља. Западно од насеља протиче река Струмица. Надморска висина насеља је приближно 240 метара.
Месна клима је блажи облик континенталне због близине Егејског мора (жарка лета).

## Становништво
Градошорци су према последњем попису из 2002. године имали 1.744 становника.
Турци су до половине 20. века чинили већину становништва, али су се потом у великом броју спонтано иселили у матицу.
| Националност | Становника |
| Македонци    | 1.041      |
| Албанци      | 0          |
| Турци        | 683        |
| Роми         | 5          |
| Цинцари      | 0          |
| Срби         | 0          |
| остали       | 15         |

Претежна вероисповест месног становништва је православље, а мањинска ислам.